# Relazioni bilaterali tra Repubblica Centrafricana e Corea del Nord
Le relazioni Repubblica Centrafricana-Corea del Nord si riferiscono al rapporto attuale e storico tra la Repubblica Centrafricana e la Corea del Nord (RPDC). Nessuno dei due paesi ha un'ambasciata nelle rispettive capitali.